# Udo Riglewski
Udo Riglewski (ur. 28 lipca 1966 w Lauffen am Neckar) – niemiecki tenisista.

## Kariera tenisowa
Karierę tenisową Riglewski rozpoczął w 1985 roku, a zakończył w 1995 roku.
Odnosił sukcesy głównie w grze podwójnej, wygrywając dziesięć turniejów rangi ATP World Tour oraz osiągając dziesięć finałów.
W rankingu gry pojedynczej Riglewski najwyżej był na 82. miejscu (9 lipca 1990), a w klasyfikacji gry podwójnej na 6. pozycji (25 marca 1991).

### Finały w turniejach ATP World Tour
| Nazwa                              |
| ---------------------------------- |
| Wielki Szlem                       |
| Igrzyska olimpijskie               |
| ATP World Tour World Championships |
| ATP Masters Series                 |
| ATP Championships Series           |
| ATP World Series                   |

#### Gra podwójna (10–10)
| Końcowy wynik | Nr  | Data                 | Turniej     | Nawierzchnia    | Partner           | Przeciwnicy                         | Wynik finału  |
| ------------- | --- | -------------------- | ----------- | --------------- | ----------------- | ----------------------------------- | ------------- |
| Zwycięzca     | 1.  | 24 maja 1987         | Florencja   | Ceglana         | Wolfgang Popp     | Paolo Canè Gianni Ocleppo           | 6:4, 6:3      |
| Zwycięzca     | 2.  | 17 lipca 1988        | Båstad      | Ceglana         | Patrick Baur      | Stefan Edberg Nicklas Kroon         | 6:7, 6:3, 7:6 |
| Zwycięzca     | 3.  | 5 marca 1989         | Nancy       | Twarda (hala)   | Tobias Svantesson | João Cunha e Silva Eduardo Masso    | 6:4, 6:7, 7:6 |
| Zwycięzca     | 4.  | 23 kwietnia 1989     | Nicea       | Ceglana         | Ricki Osterthun   | Heinz Günthardt Balázs Taróczy      | 7:6, 6:7, 6:1 |
| Zwycięzca     | 5.  | 9 października 1989  | Bazylea     | Twarda (hala)   | Michael Stich     | Omar Camporese Claudio Mezzadri     | 6:3, 4:6, 6:0 |
| Finalista     | 1.  | 12 lutego 1990       | Mediolan    | Dywanowa (hala) | Tom Nijssen       | Omar Camporese Diego Nargiso        | 4:6, 4:6      |
| Finalista     | 2.  | 4 marca 1990         | Memphis     | Twarda (hala)   | Michael Stich     | Darren Cahill Mark Kratzmann        | 5:7, 2:6      |
| Zwycięzca     | 6.  | 6 maja 1990          | Monachium   | Ceglana         | Michael Stich     | Petr Korda Tomáš Šmíd               | 6:1, 6:4      |
| Finalista     | 3.  | 13 maja 1990         | Hamburg     | Ceglana         | Michael Stich     | Sergi Bruguera Jim Courier          | 6:7, 2:6      |
| Zwycięzca     | 7.  | 27 maja 1990         | Bolonia     | Ceglana         | Gustavo Luza      | Jérôme Potier Jim Pugh              | 7:6, 4:6, 6:1 |
| Zwycięzca     | 8.  | 24 czerwca 1990      | Genua       | Ceglana         | Tomás Carbonell   | Cristiano Caratti Federico Mordegan | 7:6, 7:6      |
| Finalista     | 4.  | 15 lipca 1990        | Båstad      | Ceglana         | Jan Gunnarsson    | Ronnie Båthman Rikard Bergh         | 1:6, 4:6      |
| Finalista     | 5.  | 26 sierpnia 1990     | Long Island | Twarda          | Michael Stich     | Guy Forget Jakob Hlasek             | 6:2, 3:6, 4:6 |
| Zwycięzca     | 9.  | 21 października 1990 | Wiedeń      | Dywanowa (hala) | Michael Stich     | Jorge Lozano Todd Witsken           | 6:4, 6:4      |
| Finalista     | 6.  | 17 lutego 1991       | Filadelfia  | Dywanowa (hala) | Michael Stich     | Rick Leach Jim Pugh                 | 4:6, 4:6      |
| Zwycięzca     | 10. | 24 lutego 1991       | Memphis     | Twarda (hala)   | Michael Stich     | John Fitzgerald Laurie Warder       | 7:5, 6:3      |
| Finalista     | 7.  | 25 października 1992 | Wiedeń      | Dywanowa (hala) | Kent Kinnear      | Ronnie Båthman Anders Järryd        | 3:6, 5:7      |
| Finalista     | 8.  | 4 kwietnia 1993      | Estoril     | Ceglana         | Menno Oosting     | David Adams Andriej Olchowski       | 3:6, 5:7      |
| Finalista     | 9.  | 10 października 1993 | Tuluza      | Twarda (hala)   | David Prinosil    | Byron Black Jonathan Stark          | 5:7, 6:7      |
| Finalista     | 10. | 6 marca 1994         | Kopenhaga   | Dywanowa (hala) | David Prinosil    | Martin Damm Brett Steven            | 3:6, 4:6      |